# Neulengbach
Neulengbach ist eine Stadt mit 8675 Einwohnern (Stand 1. Jänner 2025) im Wienerwald, welche im Jahr 2000 das Stadtrecht verliehen bekam, im Bezirk St. Pölten in Niederösterreich, Österreich. Sie liegt 36 km westlich von Wien und ist Mitglied der Wienerwald Initiativ Region.

## Geografie
Neulengbach liegt am Laabenbach, welcher ab der Einmündung des Anzbachs Große Tulln heißt. Auf dem Gemeindegebiet Neulengbachs finden wir die Einmündungen vom Buchenbach (mit Zufluss Querbachl), Medunabach (früher: Glocknitzbach), Dambach, Haagbach, Seebach und Anzbach. Der Raipoltenbach würde gegenüber von Markersdorf münden, wurde aber früh in den Mühlbach (Griesmühle) umgeleitet, so dass er erst nach Aufnahme des Großgrabens knapp vor Asperhofen in die Große Tulln mündet. In den Anzbach mündet in Neulengbach von rechts der Kirschnerwaldbach im Ortsteil Au. Ein kleiner Teil des Gemeindegebietes von Neulengbach wird zur Perschling hin entwässert: Der Ortsteil Unterwolfsbach liegt am Wolfsbach, dieser mündet bei Kirchstetten in den Totzenbach. Beide entwässern den Südwest-Teil des Haspelwaldes. Der Totzenbach nimmt dann noch links den Sichelbach auf und mündet nördlich von Böheimkirchen in Michelbach/Perschling.
Ebenso wird der Südwestzipfel des Gemeindegebietes (Rothenbucherhöhe/Trainst) über den Stallbach zu Stössingbach/Michelbach/Perschling entwässert. Das nördliche Ende des Gemeindegebiets wird vom Haspelwald begrenzt. Höchster Punkt ist jedoch mit 520 m das im Südwesten gelegene Trainst.

### Geologie
Von der Quelle bis Neulengbach-Haag fließt der Laabenbach durch die Flyschzone, diese besteht vorwiegend aus Sandsteinen, welche mit Tonsteinen, seltener Mergelsteinen wechsellagern, vereinzelt kommt auch Kalkstein vor. Diese sandsteinreiche Gesteinsabfolge ist charakteristisch für den Wienerwald. Die Gesteine sind praktisch wasserundurchlässig, daher gelangen Regenwässer nach kurzer Zeit in den Fluss.
In Neulengbach durchquert der Fluss dann die sehr schmale Zone der Subalpinen Molasse. Es handelt sich dabei um Konglomerate (Buchberg, Neulengbacher Schlossberg) und feinkörnigere Sedimente, die aber aufgrund der geringen Breite dieser Zone zu keiner spürbaren Versickerung führen. Ab Inprugg fließt die Große Tulln durch die Molasse-Zone. Das sind überwiegend Sande, Schluffe und Tone („Schlier“), die stellenweise von Lössen überlagert werden. Auch diese meist wenig verfestigten Lockergesteine sind nur gering wasserdurchlässig.
Von Judenau flussabwärts durchquert die Große Tulln bis zu ihrer Mündung in die Donau eine breite quartäre Schotterfläche, das Tullnerfeld.
Am 15. September 1590 ereignete sich mit dem Erdbeben von Neulengbach eines der schwersten Erdbeben der Geschichte Österreichs. Das Beben wird auf eine Stärke von 5,75 oder 6,0 laut Richterskala geschätzt.

### Gemeindegliederung
Das Gemeindegebiet umfasst folgende 25 Ortschaften (in Klammern Einwohnerzahl Stand 1. Jänner 2025):
- Almersberg (93)
- Alt-Anzing (12)
- Berging (16)
- Emmersdorf (136)
- Inprugg (162)
- Langenberg (13)
- Ludmerfeld (65) samt Querfeld
- Markersdorf (251) samt Haag bei Markersdorf
- Matzelsdorf (62)
- Mosletzberg (16)
- Neulengbach (3948) samt Au am Anzbach, Ebersberg, Eitzenberg, Großweinberg, Haag bei Neulengbach, Frauenhof, Herbstgraben, Kleinraßberg, Laa, Seebach und Untereichen
- Obereichen (8)
- Oberndorf (35)
- Ollersbach (713)
- Raipoltenbach (302)
- St. Christophen (490) samt Gamesreith, Herrenhub, Hinterberg, Kleinhart, Rothenbucherhöhe und Trainst
- Schönfeld (518)
- Schwertfegen (6)
- Tausendblum (1381) samt Ebersberg, Eitzenberg, Karl-Deix-Siedlung, Stocket und Straß
- Theißl (11) (ab 2019)
- Umsee (61)
- Unterdambach (217)
- Unterwolfsbach (100)
- Weiding (36)
- Wolfersdorf (23)

In den Jahren um 2020 reformierte die Stadtgemeinde die Ortschaftsgliederung, wobei zahlreiche Ortschaften aufgelöst wurden.
Die Gemeinde besteht aus den Katastralgemeinden (Datum der Eingemeindung) Almersberg, Emmersdorf, Großweinberg, Haag, Inprugg (1. Jänner 1968), Markersdorf (1. Jänner 1968), Neulengbach, Ollersbach (1. Jänner 1971), Pettenau, Raipoltenbach (1. Jänner 1971), St. Christophen (1. Jänner 1971), Tausendblum (1. Jänner 1972), Umsee, Unterwolfsbach und Wolfersdorf.

### Nachbargemeinden
| Perschling               | Würmla (TU)                                 | Asperhofen                |
| Kirchstetten             | Kompassrose, die auf Nachbargemeinden zeigt | Maria Anzbach Altlengbach |
| Kasten bei Böheimkirchen | Stössing                                    | Neustift-Innermanzing     |

## Geschichte

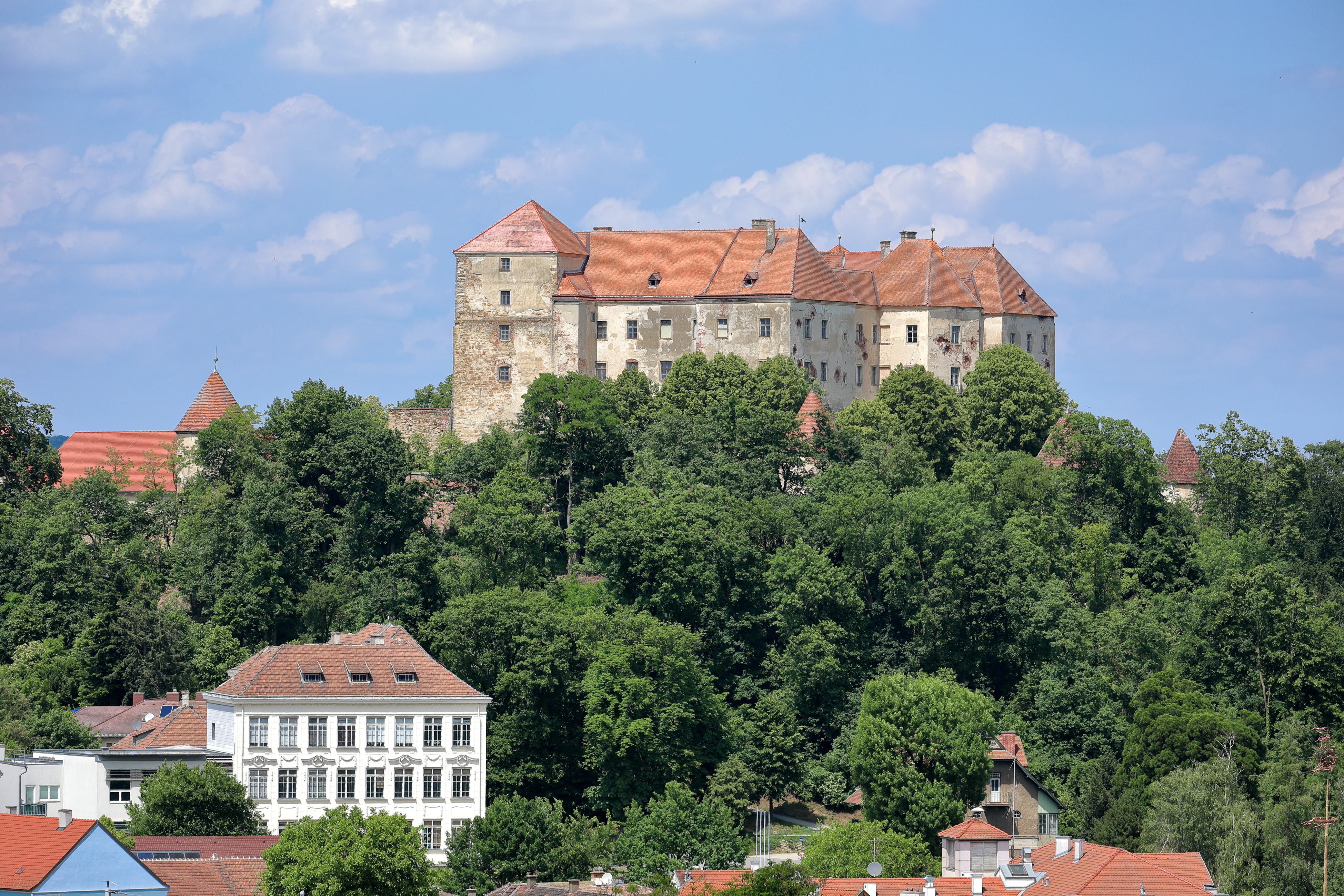
Die Burg bzw. das Schloss Neulengbach

Die Herren von Lengenbach errichteten im 12. Jahrhundert mit der Burg Neulengbach ein regionales Herrschaftszentrum. Um deren Burg entwickelte sich der Markt Neulengbach, der 1535 das Marktrecht neuerlich erhielt, nachdem eine ältere Urkunde während des Türkensturmes 1529 abhandengekommen war. Schlossherrin Sidonia Palffy verteidigte bei der Türkeninvasion im Jahr 1683 erfolgreich das Schloss, während der Markt in Flammen aufging. 1696 erwarb die Familie Bartholotti Schloss und Herrschaft. 1746 wurden die Fürsten Lubomirsky Herren in Neulengbach. 1823 bis 1920 war das Schloss dann im Besitz der Fürstenfamilie Liechtenstein. 1850 entstand die Gemeinde und der Gerichtsbezirk Neulengbach. Im Jahr 2000 erhielt der Ort das Stadtrecht.
Neben dem Friedhof von Neulengbach befinden sich ein Soldatenfriedhof mit gefallenen Angehörigen der Wehrmacht und dem Kriegerdenkmal der Stadt sowie ein russischer Soldatenfriedhof mit 14 Massen- und 163 Einzelgräbern. Diese wurden zwischen April und Juli 1945 mit Gefallenen belegt.
Die Anfang 2018 beschlossene Neunummerierung verwirrender Adressen musste wegen des Vorziehens der Nationalratswahl sowie der Gemeinderatswahl Anfang 2020 noch abgewartet werden und wurde erst im Laufe des Jahres 2020 durchgeführt.

## Bevölkerungsentwicklung
| Neulengbach: Einwohnerzahlen von 1869 bis 2025      | Neulengbach: Einwohnerzahlen von 1869 bis 2025 | Neulengbach: Einwohnerzahlen von 1869 bis 2025 | Neulengbach: Einwohnerzahlen von 1869 bis 2025 | Neulengbach: Einwohnerzahlen von 1869 bis 2025 |
| --------------------------------------------------- | ---------------------------------------------- | ---------------------------------------------- | ---------------------------------------------- | ---------------------------------------------- |
| Jahr                                                |                                                |                                                |                                                | Einwohner                                      |
| 1869                                                | 1869                                           |                                                | 3.985                                          | 3.985                                          |
| 1880                                                | 1880                                           |                                                | 4.460                                          | 4.460                                          |
| 1890                                                | 1890                                           |                                                | 4.406                                          | 4.406                                          |
| 1900                                                | 1900                                           |                                                | 4.772                                          | 4.772                                          |
| 1910                                                | 1910                                           |                                                | 5.556                                          | 5.556                                          |
| 1923                                                | 1923                                           |                                                | 5.865                                          | 5.865                                          |
| 1934                                                | 1934                                           |                                                | 5.853                                          | 5.853                                          |
| 1939                                                | 1939                                           |                                                | 5.981                                          | 5.981                                          |
| 1951                                                | 1951                                           |                                                | 5.823                                          | 5.823                                          |
| 1961                                                | 1961                                           |                                                | 5.307                                          | 5.307                                          |
| 1971                                                | 1971                                           |                                                | 5.585                                          | 5.585                                          |
| 1981                                                | 1981                                           |                                                | 5.637                                          | 5.637                                          |
| 1991                                                | 1991                                           |                                                | 6.147                                          | 6.147                                          |
| 2001                                                | 2001                                           |                                                | 7.120                                          | 7.120                                          |
| 2011                                                | 2011                                           |                                                | 7.849                                          | 7.849                                          |
| 2021                                                | 2021                                           |                                                | 8.362                                          | 8.362                                          |
| 2025                                                | 2025                                           |                                                | 8.675                                          | 8.675                                          |
| Quelle(n): Statistik Austria, Gebietsstand 1.1.2021 |                                                |                                                |                                                |                                                |

## Sehenswürdigkeiten

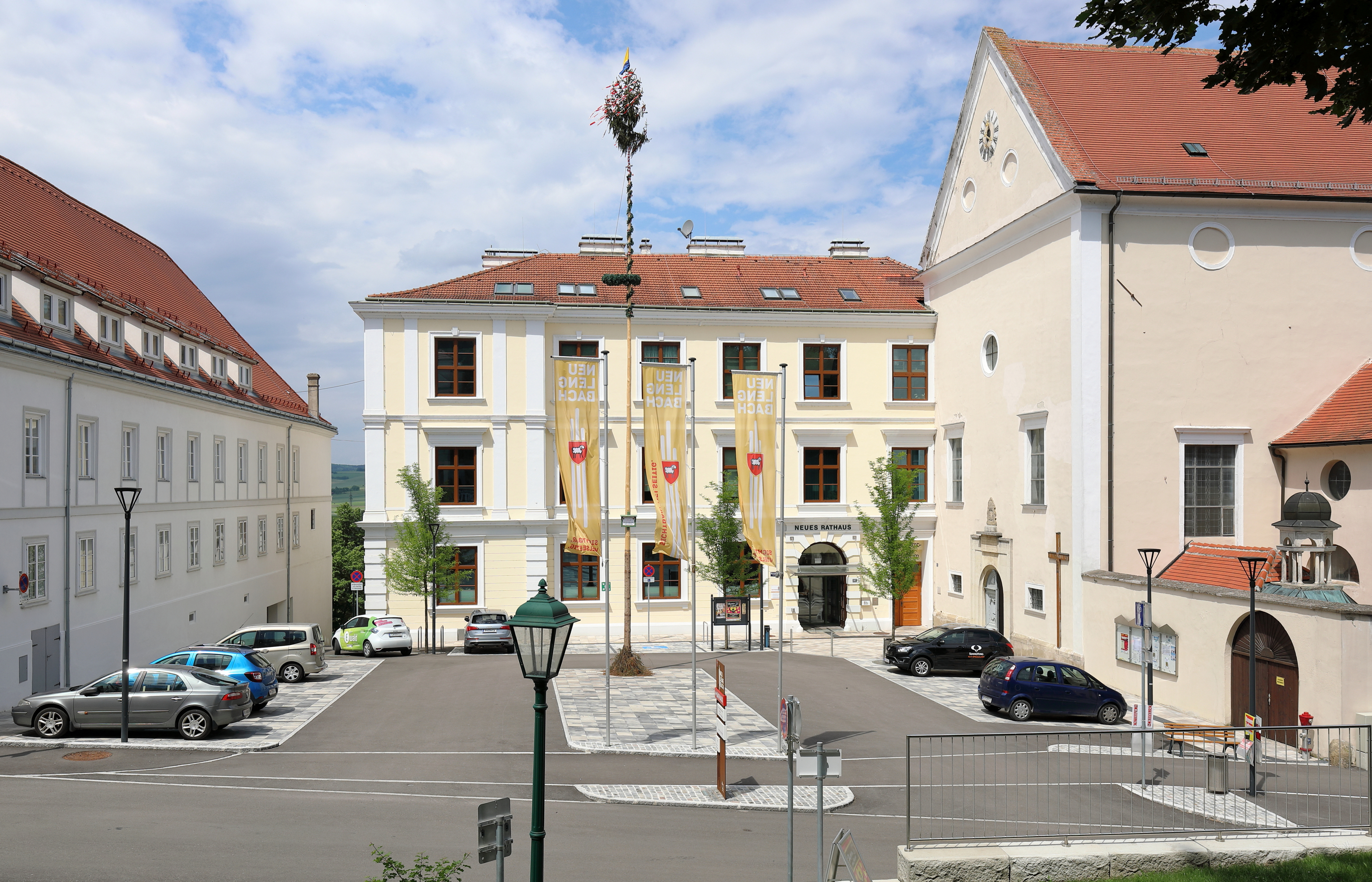
Der Kirchenplatz mit Rathaus, Kirche und links dem Bezirksgerichtsgebäude

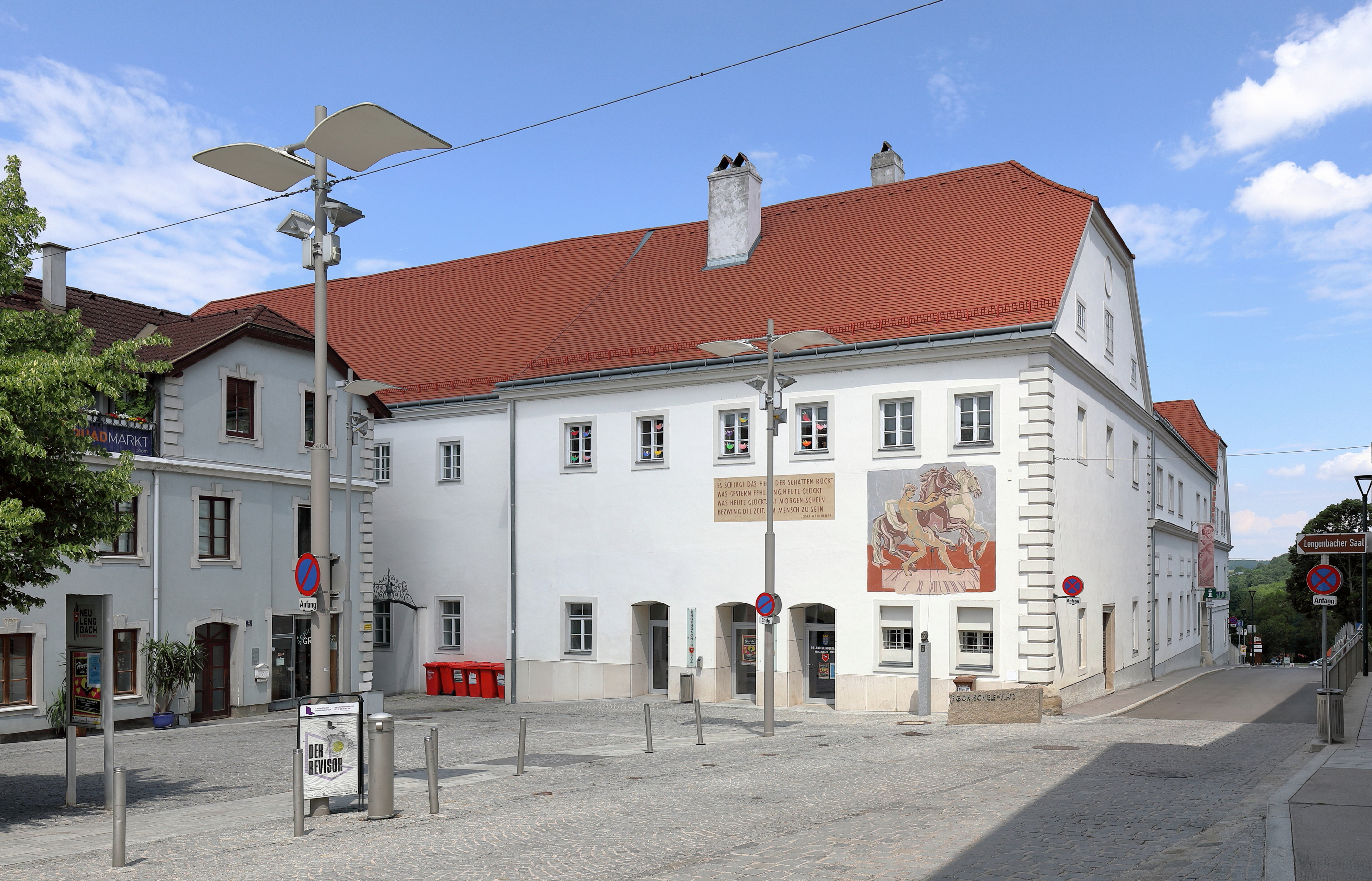
Das Bezirksgericht mit dem Museum und der „Schielezelle“

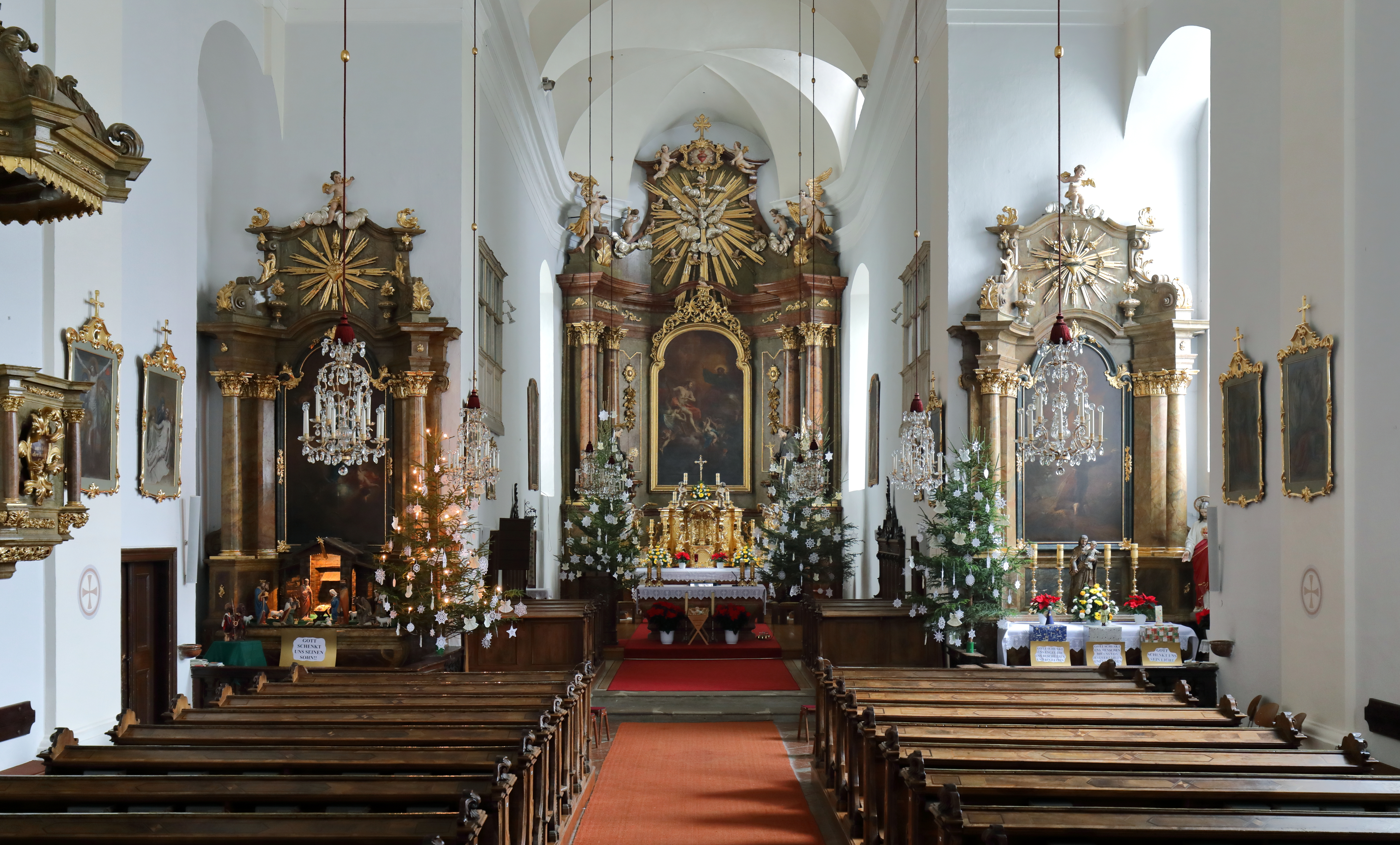
Innenansicht der Pfarrkirche

- Das Gerichtsgebäude ist ein ursprünglich um 1620 unter Freiherr Johann Eusebius Khuen errichteter dreiflügeliger Spätrenaissancebau, der Mitte des 19. Jahrhunderts und 1951 erweitert wurde.
- Museum Neulengbach im Gerichtsgebäude: Das Museum Neulengbach war 1921 als „Bezirksmuseum“ von Hietzing und Umgebung gegründet worden und dürfte schon bald nach seiner Gründung eine große Bedeutung für die weitere Umgebung erlangt haben. Sein Bestand umfasste unter anderem bedeutende prähistorische Funde, eine handbemalte Bibel auf Pergamentpapier und das Skelett eines in den Türkenkriegen gefallenen Janitscharen. Untergebracht war das Museum in dieser Zeit im Sitzungssaal des Alten Rathauses von Neulengbach. Wie es während des Zweiten Weltkrieges geführt wurde, ist noch ungewiss. In den ersten Apriltagen 1945, als es in Neulengbach zu Kämpfen zwischen der Sowjetarmee und der deutschen Wehrmacht kam, wurde das Museum geplündert; in diesen Tagen sind die meisten Objekte verloren gegangen. In der Folge wurde das Museum zunächst aufgelöst. Aber bald schon starteten gezielte Sammelaufrufe für Objekte und kleinere Ausstellungen wurden organisiert, wofür unter anderem eigens Modelle der wichtigsten Burgen aus der Umgebung angefertigt wurden. Allmählich wurde auf diese Weise wieder ein vorzeigbarer Bestand zusammengetragen, sodass das Museum 1961 neu eröffnet werden konnte, diesmal unter dem bescheideneren Namen „Heimatmuseum“. Es war im vorderen Teil des alten Gerichtsgebäudes untergebracht, wo es bis Mitte der 1980er Jahre öffentlich zugänglich blieb, ehe es aus Platzmangel geschlossen werden musste. Auch diese Schließung bedeutete für das Museum einen Verlust an Exponaten, da viele Leihgeber ihre Stücke zurückgenommen haben.

Anlässlich der Stadterhebung Neulengbachs wurden die noch vorhandenen Bestände in die ehemaligen Amtsräume des Bezirksgerichts übersiedelt. Unter dem nunmehrigen Namen „Museum Neulengbach“ wurde den Besuchern eine kleine Studiensammlung zugänglich gemacht. Sie kann im Rahmen der Stadtführungen besichtigt werden und war im Jahr 2005 zwischen Mai und Oktober erstmals regelmäßig an Sonntagen geöffnet.
Im Jahr 2005 lief außerdem ein Inventarisierungsprojekt, im Zuge dessen der gesamte Museumsbestand elektronisch erfasst wurde.
Im Gefangenentrakt des Bezirksgerichtes im selben Gebäude war Egon Schiele inhaftiert, auch daran erinnert das Museum.
- Katholische Pfarrkirche Neulengbach Allerheiligste Dreifaltigkeit: Die Pfarrkirche bildet den nördlichen Abschluss des Marktes. Sie wurde in den Jahren 1623–1627 als Klosterkirche der Franziskaner errichtet. Im Gegensatz zur Schlichtheit des Baues ist die Ausstattung sehr prachtvoll im Stile des Rokoko ausgeführt. Im Mittelfeld des Hochaltares befindet sich das Altarbild vom Kremser Schmidt aus dem Jahr 1768.
- Katholische Pfarrkirche Ollersbach Mariä Himmelfahrt
- Katholische Pfarrkirche St. Christophen hl. Christophorus
- Burg Neulengbach; auf einem Bergkegel, erhöht, über der Stadt errichteter Spätrenaissancebau aus dem 16./17. Jahrhundert
- Laurenzi-Kirche; eine romanische Kirche in der Streusiedlung Haag bei Markersdorf
- Ruine Raipoltenbach; eine Burgruine von der noch die Ecktürme in ruinösem Zustand erhalten sind
- Schloss Baumgarten in Ollersbach
- Wiesenhaus, ein spätbarockes Gebäude
- Ehemalige Filialkirche Hl. Dreifaltigkeit am Ufer des Seebaches (Umseer Straße 12); eine urkundlich von 1248 bis 1876 erwähnte Filiale von St. Christophen, später Filiale von Neulengbach und seit 1982 profaniert und in Privatbesitz. Die Kirche ist ein kleiner Saalbau mit einem niedrigen vorgestellten Westturm und hat einen romanischen Kern. Der Sakralbau wurde mehrmals zerstört (1683 im Zuge des Großen Türkenkrieges und 1805 sowie 1809 im Zuge der Napoleonische Kriege) und wieder aufgebaut
- Jüdischer Friedhof in der Almersbergstraße

## Kultur
- Musikverein Neulengbach-Asperhofen
- Theaterei in St. Christophen[4]
- Wir in Neulengbach Podcast[5]

## Wirtschaft und Infrastruktur
In St. Christophen befand sich bis circa 1960 der Sitz von RWC (Zweiräder).
2021 schlossen nach 64 Jahren die Rehau-Werke beim Bahnhof Neulengbach. Hergestellt wurden vor allem Kunststoffrohre. Das kleinere Nachfolgewerk Hexatronic produziert Rohre für Glasfaserkabel.
Entlang der B 19 haben sich größere Supermarktketten (Billa, Spar, Hofer, Penny) und ein Baumarkt (Obi) angesiedelt.
Im Verein Aktive Wirtschaft Neulengbach sind viele Betriebe als Mitglieder organisiert. Der Verein wurde 1984 gegründet.

### Wirtschaftssektoren
Von den 135 landwirtschaftlichen Betrieben des Jahres 2010 wurden 73 im Haupt-, 54 im Nebenerwerb, 2 von Personengemeinschaften und 6 von juristischen Personen geführt. Im Produktionssektor arbeiteten 321 Erwerbstätige im Bereich Herstellung von Waren, 247 in der Bauwirtschaft, 29 in der Wasserver- und Abfallentsorgung und 1 in der Energieversorgung. Die wichtigsten Arbeitgeber des Dienstleistungssektors waren die Bereiche soziale und öffentliche Dienste (761), Handel (638), freiberufliche Dienstleistungen (240), Beherbergung und Gastronomie (134) und Verkehr (107 Mitarbeiter).
| Wirtschaftssektor            | Anzahl Betriebe | Anzahl Betriebe | Erwerbstätige | Erwerbstätige |
| Wirtschaftssektor            | 2011            | 2001            | 2011          | 2001          |
| ---------------------------- | --------------- | --------------- | ------------- | ------------- |
| Land- und Forstwirtschaft 1) | 135             | 146             | 138           | 137           |
| Produktion                   | 98              | 69              | 589           | 822           |
| Dienstleistung               | 518             | 296             | 2107          | 1661          |

1) Betriebe mit Fläche in den Jahren 2010 und 1999

### Schulen
- Bundesoberstufenrealgymnasium Neulengbach

### Verkehr
- Bahn: Die Westbahn führt durch Neulengbach hindurch. Neulengbach verfügt über drei Haltestellen (Neulengbach Stadt, Neulengbach und Ollersbach).
- Straße: Neulengbach liegt an der Neulengbacher Straße (B 44) und an der Tullner Straße (B 19). In der Nähe befinden sich die Westautobahn (A1), die Außenringautobahn (A21) und die Wiener Straße (B 1).

### Sport
- Wienerwaldstadion
- SV Neulengbach
- ÖTB Turnverein Neulengbach 1888
- Golfplatz Neulengbach – Villa Berging[11]
- Kampfkunstschule Carich (Karate für Kinder, Jugendliche und Erwachsene und Kickboxen)[12]
- Bogenschießverein Artemis[13]
- Bridgeklub: Bridge wurde jahrelang in privatem Rahmen (Helga Bayer) in Neulengbach betrieben, bis sich diese Gruppe dem Bridgeclub Krems – St. Pölten anschloss.[14]
- Freibad Neulengbach: 50 m Sportbecken, 2 Sprungtürme sowie 2 Beachvolleyballplätze.[15]

### Regelmäßige Veranstaltungen

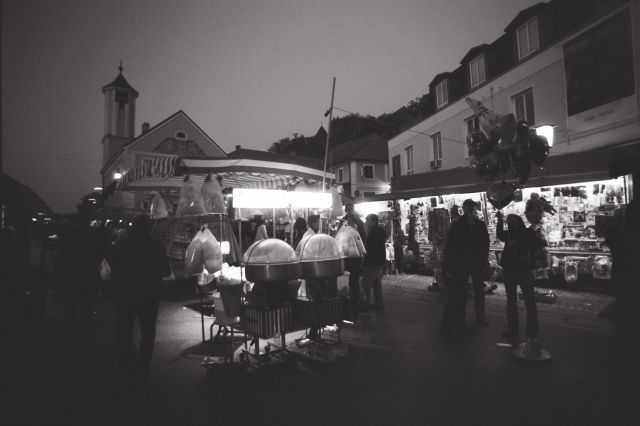
Abendstimmung am Reserlmarkt

- Reserlmarkt:  Seit vielen Jahren erfreut sich der sogenannte 'Reserlmarkt' (abgeleitet vom Namen Theresia), ein Jahrmarkt, der jedes Jahr am ersten Dienstag nach dem 15. Oktober (Teresa von Ávila) stattfindet, großer Beliebtheit. Dazu wird das gesamte Stadtzentrum für den Straßenverkehr gesperrt und auch die Neulengbacher Schulen haben wegen des Jahrmarktes früher Unterrichtsschluss.
- Schielefestival:  Seit 2000 wird das Schielefestival veranstaltet. Hierbei werden von Künstlern geschaffene Werke zum Thema Egon Schiele präsentiert.

## Politik

### Gemeinderat
Im Stadtgemeinderat gibt es bei insgesamt 33 Sitzen nach der Gemeinderatswahl vom 26. Jänner 2025 folgende Mandatsverteilung:
ÖVP 19, Die Grünen 5, Liste Vizebürgermeister Alois Heiss (HEISS) 4, SPÖ 3 und FPÖ 2.

### Bürgermeister
- 1995–2007 Johann Kurzbauer (ÖVP)
- 2007–2021 Franz Wohlmut (ÖVP)
- seit 2021 Jürgen Rummel (ÖVP)

## Persönlichkeiten

### Ehrenbürger der Gemeinde
- Jahr? Martin Wakonig (1908[17] –1994[18]), Großkaufmann aus Graz; Beseitigung der meisten Kriegsschäden und Sanierung der Burg Neulengbach
- 2022 Franz Wohlmuth (* 1952), Landwirt, Bürgermeister von Neulengbach (2007–2021)[19]

### Söhne und Töchter der Gemeinde
- Sebastian von Pötting (1628–1689), Fürstbischof von Passau 1673–1689
- Norbert Mussbacher (1926–2004, geboren in Ollerbach bei Neulengbach), Abt des Stiftes Lilienfeld
- Kurt Bergmann (1935–2016, geboren in Ebersberg bei Neulengbach), Journalist und Politiker
- Johann Kurzbauer (* 1943 in Raipoltenbach bei Neulengbach), Nationalratsabgeordneter, Bürgermeister von Neulengbach
- Magda Woitzuck (* 1983), Schriftstellerin

### Personen mit Bezug zur Gemeinde
- Oskar Laske (1874–1951), österreichischer Architekt und Maler.
- Egon Schiele (1890–1918), österreichischer Maler des Expressionismus, lebte von 1910 bis 1912 in Neulengbach. Schiele verbrachte im Jahr 1912 21 Tage in Untersuchungshaft im Gefängnis Neulengbach. Die Hauptbeschuldigung – Verführung einer Minderjährigen – erwies sich als haltlos.
- Othmar Skala (1895–1958), bedeutender niederösterreichischer Heimatforscher
- Fritz Habeck (1916–1997), Schriftsteller